# Allmen und die Libellen
Allmen und die Libellen ist ein Roman des Schweizer Autors Martin Suter und der Auftakt einer Reihe um den Schweizer Kunstliebhaber und Lebemann Johann Friedrich von Allmen. Der Roman erscheint seit 2011 beim Diogenes Verlag und wurde 2017 verfilmt.

## Handlung
Der sprachgewandte Privatier Johann Friedrich von Allmen genießt das Leben in vollen Zügen. Das ist der Grund, weshalb von dem ansehnlichen Vermögen seines bäuerlichen (von Allmen bedeutet schlicht „von der Alpe“), durch Grundstücksspekulation reich gewordenen, Vaters auch nichts mehr übrig ist.
Niemand weiß, dass seine stattliche Villa längst einem Immobilienfonds gehört und er mit seinem, wie er sagt, „persönlichen Assistenten“ Carlos nur noch Wohnrecht im Gartenhaus besitzt. Der Guatemalteke Carlos war einst Allmens Gärtner, übernahm aber mit dem finanziellen Niedergang seines Chefs, von ihm „Don John“ genannt immer mehr Aufgaben anderer – inzwischen entlassener – Hausangestellter. Angestellt beim Fonds als Gärtner, dient er Allmen aber auch weiter treu im Haushalt.
Seinen Lebensunterhalt bestreitet Allmen durch Antiquitätendiebstähle. So kann er auch nicht widerstehen, als er in der Villa der frisch geschiedenen Unternehmertochter Joëlle „Jojo“ Hirt, die ihn nach einem Opernbesuch abgeschleppt hatte, fünf Glasschalen mit Libellenmotiven des französischen Künstlers Émile Gallé entdeckt. Eine besonders schöne stiehlt er und verkauft sie wie immer an den verschwiegenen Antiquitätenhändler Jack Tanner.
Seine Einnahmen reichen jedoch nicht lange. Ein weiterer Abend mit Joëlle wird aufgrund ihrer Freude an sehr teuren Weinen zum finanziellen Desaster für Allmen. Er schafft es zwar wieder in ihr Schlafzimmer, an weiteren erotischen Abenteuern ist sie aber nicht interessiert. Allmen beschließt, die restlichen vier Schalen auch zu stehlen, findet jedoch zu seiner Verwunderung alle fünf wieder vor.
Unter Druck, weil er einen etwas rustikaleren Gläubiger auszahlen muss, nimmt er sie alle mit. Der Versuch, sie über Tanner zu versetzen, scheitert aber. Er findet ihn erschossen in seinem Büro vor. Unerkannt flieht Allmen nach Hause. Dort erfährt er von Carlos, den er inzwischen eingeweiht und der ein wenig recherchiert hat, dass die fünf Gallé-Schalen vor einigen Jahren aus dem Besitz der Familie Werenbusch gestohlen worden waren und seitdem als verschollen gelten.
Nachdem Allmen einem Mordanschlag eines Heckenschützen nur aufgrund der metallenen Verstellschnalle auf seinem Hosenträger entgeht, beschließt er, Joëlles Vater, von dem er annimmt, dass dieser ihn beim Diebstahl beobachtet habe, direkt gegenüberzutreten. Er bietet ihm die Rückgabe der Schalen an. Hirt senior ist aber nicht interessiert. Er gibt zwar zu, als fanatischer Gallé-Sammler die Stücke seinerzeit illegal erworben zu haben. Nun – todkrank – habe er jedoch das Interesse verloren. Die eine Libellenschale habe er nur von Tanner zurückgekauft, damit sie nicht am Markt auftauche. Von Tanner hat er auch erfahren, dass Allmen der Dieb war. Er gibt Allmen noch den Hinweis, dass Werenbusch junior die Schalen seinerzeit selbst gestohlen habe, um die Versicherung zu betrügen. Leichtsinnigerweise hatte Hirt Werenbusch darüber informiert, dass es mit Tanner und Allmen nun zwei Mitwisser gebe. Mit dem folgenden Mord an Tanner und dem Anschlag auf Allmen habe er nichts tun.
Allmen kennt Werenbusch flüchtig, sie hatten das gleiche Internat in England besucht. Er geht davon aus, dass Werenbusch gewaltsam seine Spuren verwischen will und vereinbart mit ihm ein Treffen. Scheinbar versehentlich fahren Allmen und Carlos jedoch zu Werenbusch nach Hause statt in dessen Büro. Während sie dort auf ihn warten, sehen sie sich die Gallé-Sammlung im Hause an.
Allmen bietet dem Hobbyjäger Werenbusch die vier übrigen Schalen zum Rückkauf an – vom weiteren Schicksal der ersten Libellenschale weiß dieser noch nichts. Damit bestehe kein Grund mehr ihn – Allmen – zu beseitigen, weil Werenbusch dann wieder im Besitz der einzigen Beweismittel sei. Werenbusch willigt ein und sie tauschen am nächsten Tag die vier Schalen gegen 500.000 Franken. Danach ruft Allmen die Polizei an und gibt an, eine der gesuchten Libellenschalen bei einem Besuch der Familie Werenbusch dort gesehen zu haben. Er hatte die noch in seinem Besitz befindliche Schale heimlich der Werenbusch-Sammlung beigefügt.
Die Polizei durchsucht die Werenbusch-Villa, findet alle fünf Schalen und die Pistole, mit der Tanner getötet wurde.  Für seinen Hinweis erhält Allmen von der Versicherung 400.000 Franken Belohnung. Da die 900.000 Franken schnell ausgeben sind, kommt Allmen auf die Idee, dass die Wiederbeschaffung verschollener Kunstgegenstände eine ebenso interessante wie lukrative Tätigkeit für ihn – und Carlos – sein könnte. Einen Namen für die Unternehmung hat er schon: Allmen International Inquiries.

## Verfilmung
Das Buch wurde als Allmen und das Geheimnis der Libellen von Thomas Berger verfilmt und 2017 erstmals im deutschen Fernsehen ausgestrahlt. Heino Ferch spielt die Hauptrolle. Daneben sind Samuel Finzi als Carlos und Andrea Osvárt als Joëlle zu sehen. Episodenrollen spielen Ben Becker als Werenbusch und Gustav-Peter Wöhler als Tanner.

## Rezensionen
Lutz Vogelsang schreibt auf krimi-couch.de, Suter habe mit seinem Protagonisten „eine ausnehmend charmante Figur geschaffen“, einen eleganten Hochstapler, der mit dem bauernschlauen und treu ergebenen Butler Carlos einen interessanten Gegenpart habe. Leider habe man das Gefühl, dass man viele der Personen bereits aus anderen Suter-Romanen kenne. Allmen und die Libellen sei wieder ein typischer Suter. Wer seinen nüchternen und präzisen Stil möge, könne getrost zugreifen. Das Ambiente des Romans stimme, die Krimihandlung sei jedoch „teilweise halbherzig bis platt“, vieles wirke phasenweise „arg konstruiert“.
Der Autor Dieter Wunderlich beschreibt das Buch auf seiner eigenen Homepage als „unterhaltsames Schelmenstück“, es sei keine anspruchsvolle Literatur aber eine kurzweilige Kriminalkomödie.

## Ausgaben
- Hardcover: Diogenes, Zürich 2011, ISBN 978-3257067774
- Taschenbuch: Diogenes, Zürich 2012, ISBN 978-3257241778
- Hörbuch, gelesen von Gert Heidenreich, Diogenes, Zürich 2010, ISBN 978-3-257-80305-1